# 魔兽系列地名列表
本列表介绍魔兽系列中出现的各重要地点。
本列表中的地理区划是按照魔兽世界游戏中的地图的区划进行划分的，即“大陆—区域”。

## 城市/城镇列表
以下列表中的地点是魔兽世界中重要的城市。
| 名称            | 地理区域              | 主要种族 按人口数量降序                         | 所属阵营 | 备注                |
| --------------- | --------------------- | ----------------------------------------------- | -------- | ------------------- |
| 奧格瑞瑪        | 卡利姆多-杜隆塔尔     | 兽人 暗矛巨魔 牛头人 地精 被遗忘者 火金派熊猫人 | 部落     | 部落主城 兽人主城   |
| 雷霆崖          | 卡利姆多-莫高雷       | 牛头人                                          | 部落     | 牛头人主城          |
| 幽暗城 (洛丹倫) | 东部王国-提瑞斯法林地 | 被遗忘者 (亡灵)                                 | 部落     | 已废弃 被遗忘者主城 |
| 銀月城          | 东部王国-奎尔萨拉斯   | 血精灵 (高等精灵)                               | 部落     | 血精灵主城          |
| 双月殿          | 潘达利亚-锦绣谷       | 熊猫人 (火金派)                                 | 部落     |                     |
| 暴风城          | 东部王国-艾尔文森林   | 人类 矮人 侏儒 狼人 土水派熊猫人                | 联盟     | 联盟主城 人类主城   |
| 铁炉堡          | 东部王国-丹莫罗       | 矮人                                            | 联盟     | 矮人主城            |
| 达纳苏斯        | 卡利姆多-泰达希尔     | 暗夜精灵                                        | 联盟     | 已废弃 暗夜精灵主城 |
| 埃索达          | 卡利姆多-秘蓝岛       | 德莱尼人                                        | 联盟     | 德莱尼人主城        |
| 吉尔尼斯城      | 东部王国-银松森林     | 狼人                                            | 联盟     | 已废弃 狼人主城     |
| 七星殿          | 潘达利亚-锦绣谷       | 熊猫人 (土水派)                                 | 联盟     |                     |

## 艾泽拉斯

### 东部王国
东部王国（Eastern Kingdoms）位于无尽之海的西边，由四块次大陆组成：洛丹伦，卡兹莫丹，艾泽拉斯（“艾泽拉斯”一开始是暴风城对暴风王国的称呼）和奎尔萨拉斯。艾泽拉斯诸多著名的城市都位于这片大陆：暴风城（人类）、幽暗城（被遗忘者）、铁炉堡（矮人）、银月城（血精灵）、诺莫瑞根（侏儒）以及《魔兽世界：大地的裂变》中新增的狼人主城吉尔尼斯。此外还有藏宝海湾等中立区域及经典的战场奥特兰克山脉和阿拉希盆地。

### 卡利姆多
卡利姆多（Kalimdor）是魔兽争霸系列游戏中故事情节的主要发生地之一。“卡利姆多”一词在泰坦语中的意思是“永烁星光之地”，上古战争后古代卡利姆多大陆在大爆炸中80%以上被摧毁，剩余部分分裂为三块大陆：西部的卡利姆多、东部的洛丹伦、卡兹莫丹和艾泽拉斯以及北部的诺森德。卡利姆多大陆是暗夜精灵和牛头人的故乡，兽人、暗矛氏族巨魔、锈水财阀的地精地精和德莱尼也在此地定居。

### 诺森德
诺森德（Northrend）是网络游戏魔兽世界中的一块大陆。它位于艾泽拉斯世界北部，终年被冰雪覆盖，在资料片《巫妖王之怒》中对玩家开放，巫妖王的大本营-冰封王座就位于这片大陆。联盟与部落的勇士将组成联军，与弗丁领导的银色北伐军一起，进攻冰冠冰川，终结天灾军团对艾泽拉斯的威胁。诺森德何时形成已不可考，但是有迹象表明在黑暗之门历-16,000年之前它仍然和古卡利姆多大陆相连。此處有人類和高等精靈共同創建的魔法王國達拉然。

### 大漩涡
在资料片《魔兽世界：大地的裂变》中开放。

### 潘达利亚
在资料片《魔兽世界：熊猫人之谜》中开放，是熊猫人的故乡，同时潘达利亚大陆上也存在着其他原生种族，如螳螂妖、魔古族、耗牛人等。

### 破碎群岛
在资料片《魔兽世界：军团再临》中对玩家开放，破碎群岛是燃烧军团进攻艾泽拉斯的登陆地点，联盟与部落在这里击退了军团的进攻并乘胜追击到燃烧军团大本营阿古斯，在万神殿协助泰坦击败萨格拉斯。破碎群岛的区域划分为阿苏纳（古代上层暗夜精灵所在地）、至高岭（至高岭牛头人的故乡）、苏拉玛（堕夜精灵夜之子的故乡）、风暴峡湾（诸多维库人所在地）以及破碎海滩（燃烧军团的登陆地点）。

### 库尔提拉斯
库尔提拉斯王国曾是旧联盟七国之一，相关区域在8.0资料片《魔兽世界：争霸艾泽拉斯》中对玩家开放，首都位于伯拉勒斯，与赞达拉群岛以及东部王国的暴风城王国隔海相望。岛上居民为库尔提拉斯人类，库尔提拉斯王国由普罗德摩尔、艾什凡、德鲁斯克和斯托颂四大家族共同统治，拥有着艾泽拉斯最强大的海军，联盟玩家将在这里寻求新的盟友，希望得到库尔提拉斯海军的帮助以应对联盟与部落的战事，而部落玩家也将在这里执行黑暗女王的任务，侦查区域、建立势力范围，为部落寻找反击联盟的机会。

### 赞达拉
赞达拉帝国的区域在8.0资料片《魔兽世界：争霸艾泽拉斯》中对玩家开放，首都位于祖达萨。巨魔是艾泽拉斯最古老、分布最广的种族，而赞达拉巨魔的地位位于所有巨魔种族之首，被认为是最高贵的巨魔。他们的帝国建立在赞达拉的群山之中，信奉着各式各样的自然和野兽神灵，每天都有无数的其他种族巨魔来这里朝拜。在玩家剧情中，部落营救了被关押在暴风城监狱的赞达拉巨魔公主，从而与公主一起来到赞达拉群岛，帮助赞达拉巨魔处理内忧外患，通过与赞达拉巨魔的结盟以应对与联盟的战争，而联盟玩家的任务则是要尽力阻止部落与赞达拉的结盟。

### 巨龙群岛
巨龙群岛区域在10.0资料片《魔兽世界：巨龙时代》中对玩家开放，巨龙群岛是艾泽拉斯所有巨龙军团世代相传的故居。当这个世界在大分裂中支离破碎，魔法被汲取一空，这片土地随之陷入沉眠。如今，巨龙群岛从睡梦中苏醒，昔日宿怨和蛰伏之敌也随之崛起。巨龙群岛共由觉醒海岸、欧恩哈拉平原、碧蓝林海、索德拉苏斯、禁忌离岛五个区域所组成。

## 外域
外域（Outland）是魔兽世界第一部资料片《魔兽世界：燃烧的远征》开放的一个新世界，它是德拉诺（Dreanor）世界在一次爆炸之后的残余部分。外域没有明显的季节变化，各地区间的气候差别极大。地狱火半岛、刀锋山、影月谷和虚空风暴地区普遍干旱而缺乏水源；纳格兰地区为典型的草原气候；赞加沼泽和泰罗卡森林地区则时常有降雨（这一点在游戏中也有体现）。是兽人、德莱尼和食人魔的故乡。

## 德拉诺
德拉诺（Dreanor）是魔兽世界中的一颗星球，是兽人、德莱尼人和食人魔的故乡。在第五部资料片《魔兽世界：德拉诺之王》中，开放了德拉诺地图。为了阻挡钢铁部落对艾泽拉斯的入侵，玩家经历一系列任务，通过黑暗之门，穿越到一个平行世界，35年前的外域—也就是德拉诺。

## 阿古斯
阿古斯是魔兽世界中的一颗星球，在《魔兽世界：军团再临》7.3版本中，在原有的破碎群岛及破碎海滩的基础上，开放了阿古斯地图。玩家将与先知维伦和伊利丹.怒风一起，乘坐德莱尼的战舰维迪卡尔号来到燃烧军团的大本营阿古斯，还将在这里联合图拉杨与奥莉维亚.风行者，彻底终结燃烧军团对艾泽拉斯的威胁。

## 翡翠夢境
翡翠夢境（Emerald Dream）是魔獸世界中由泰坦創造、作為艾澤拉斯世界的基礎藍圖，屬於坐落於艾澤拉斯的實體邊界外且充滿精神體的空間的世界，充斥著大片的原始地貌。又名梦境、造物之梦境。原本翡翠夢境的守護者為綠龍首領伊瑟拉，泰坦們造出艾澤拉斯之後，他們使伊瑟拉進入無盡的沉睡狀態，並賦予她由夢境中看管艾澤拉斯的使命。綠龍族看守著各個通往夢境的入口，而且總是同時看著艾澤拉斯的景物和對應的夢境。
生物們可透過實體或夢境踏入該領域，所有生物在進入夢境後，或多或少都能影響這個空間，但夢境的基本結構能夠使一切恢復原貌，同時會影響某些法術的運用。經過特殊訓練的德魯伊則能夠以各種不尋常的方式在夢境內移動。

## 暗影國度
暗影國度（Shadowlands）是《魔獸世界：暗影國度》增加的地區，亦即死後世界。往生者的魂魄會先被帶往主城奧利波斯（不朽之城）進行死後審判，依照生前的心性功過分派往不同的區域：生前品德高潔且熱心助人者會派往相當於天堂、同時是基瑞安族（Kyrian）居住地的晉升堡壘（Bastion）；與自然界密切相關者會分派至法夜族（Night Fae）棲息的熾藍仙野（Ardenweald）；好鬥者靈魂歸屬於鬥爭頻繁、通靈領主（Necrolord）主導的馬卓克薩斯（Maldraxxus）；生前高傲且揹負罪孽者則會在溫西爾族（Venthyr）所在的雷文德斯（Revendeath）贖罪。若是罪惡深重且富危險者則會被放逐至噬淵（Maw），永世不得超生。
由於希瓦娜斯·風行者擊敗時任巫妖王伯瓦尔·弗塔根，撕裂統御頭盔，導致現實世界和死後世界的界線大亂，加著奧利波斯（不朽之城）的仲裁官陷入了原因不明的昏迷中，導致不少無辜者的靈魂也被逐入噬淵。

### 官方网站
- （英文）http://us.battle.net/wow/en/ （页面存档备份，存于）（北美）
- （英文）http://eu.battle.net/wow/en/ （页面存档备份，存于）（歐洲）
- （简体中文）http://www.battlenet.com.cn/wow/zh/ （页面存档备份，存于）（中国大陆）
- （繁體中文）http://tw.battle.net/wow/zh/ （页面存档备份，存于）（中国香港、台湾）

1. ↑  Blizzard. . 魔兽世界.   [2022-07-08]. （原始内容存档于2022-07-20）.